# Хайслер, Карл

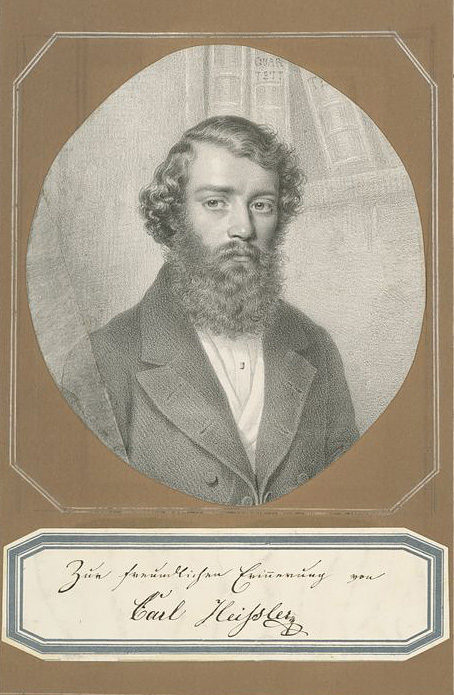

Карл Хайслер (нем. Carl Heissler; 18 января 1823, Вена, — 13 ноября 1878, там же) — австрийский скрипач и альтист.
Ученик Йозефа Бёма и Георга Хельмесбергера. С 1845 года играл на альте в квартете под управлением Леопольда Янсы, затем в 1849 году вместе с двумя другими участниками квартета начал выступать с первой скрипкой Йозефом Хельмесбергером, сыном своего учителя, — этот коллектив стал знаменитым как Квартет Хельмесбергера; Хайслер выступал в нём до 1855 года.
Преподавал в Венской консерватории, где среди его учеников были, в частности, Ханс Вессели, Юлиус Винклер, Ойген Грюнберг, Франьо Крежма, Ганс Рихтер, Арнольд Розе и Франц Шальк. В 1869—1871 гг. возглавлял также полулюбительский оркестр венского Общества друзей музыки (нем. Gesellschaft der Musicfreunde) — на этом посту Хайслера сменили сперва Антон Рубинштейн, а затем Иоганнес Брамс.